# 陇江

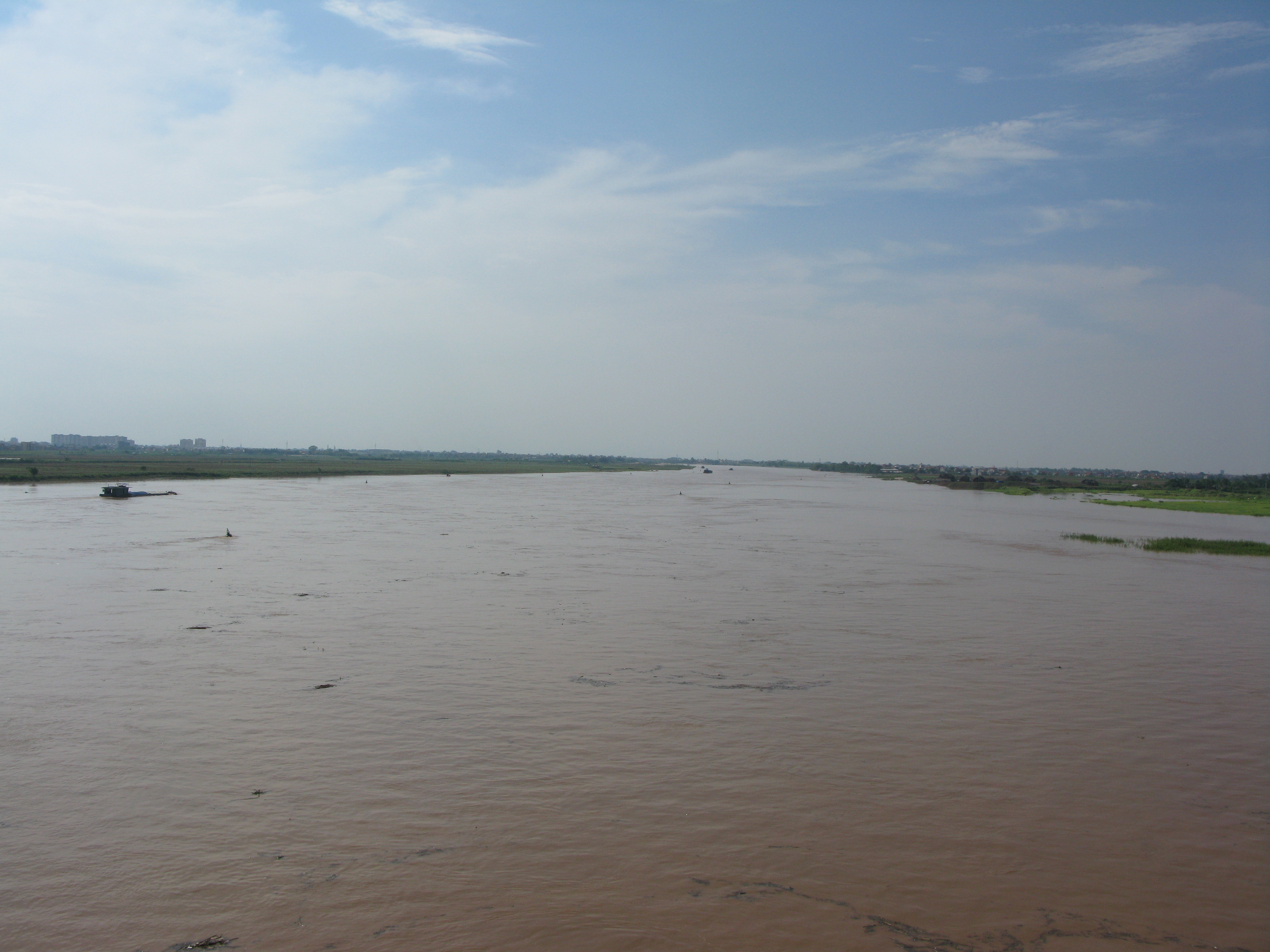
陇江

21°05′52″N 106°17′21″E / 21.09778°N 106.28917°E
陇江（越南语：／），又名天德江（越南语：／）和霑德江（越南语：／），是越南北部的一條河流，為紅河分流，流經河內市與北寧省， 最終注入太平江。幹流河長68公里，平均流量每秒880立方公尺。
該河景緻被詩人黃琴描述於他的詩作《在陇江的對岸》。

## 風景

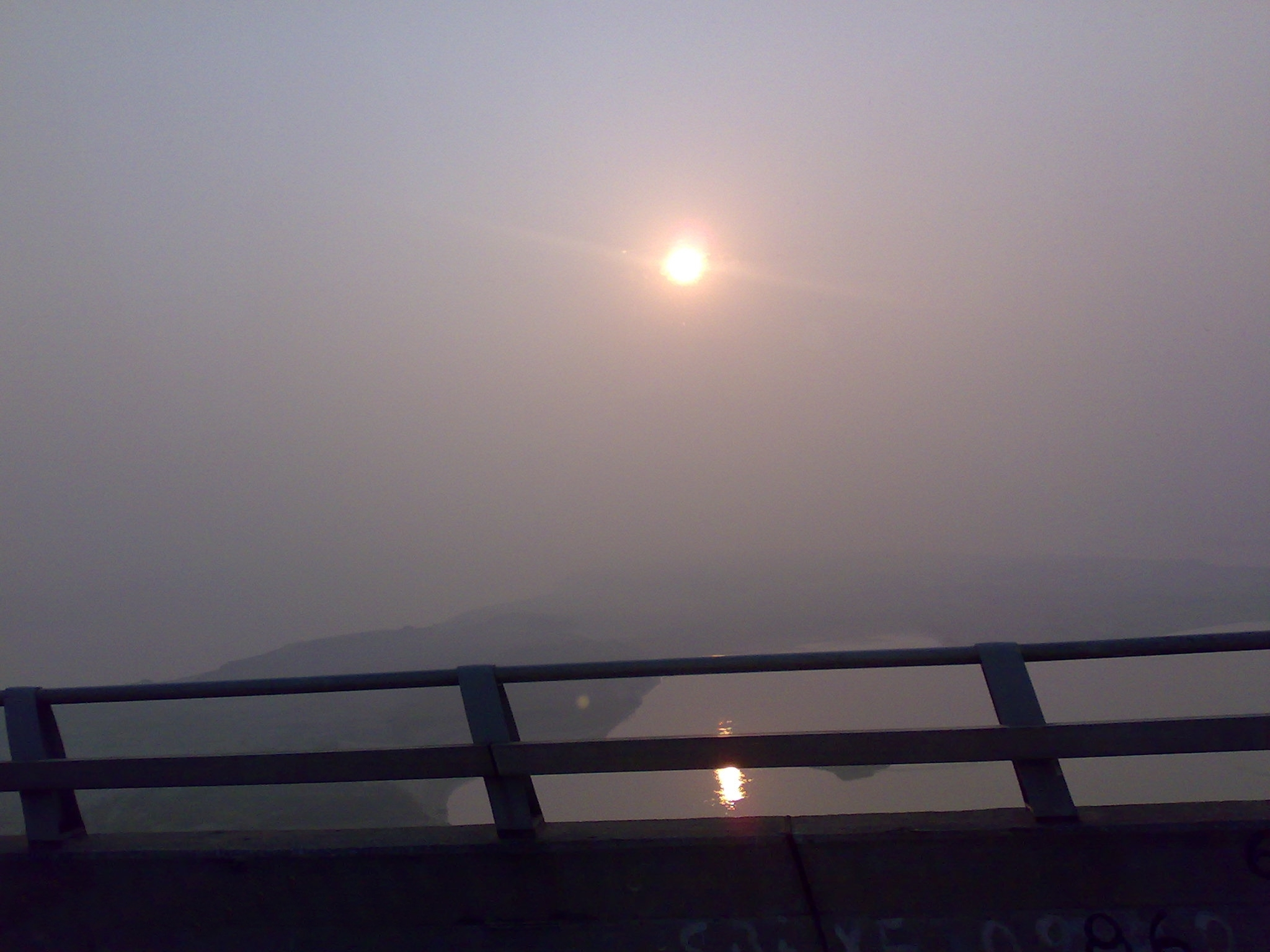
陇江上的日出
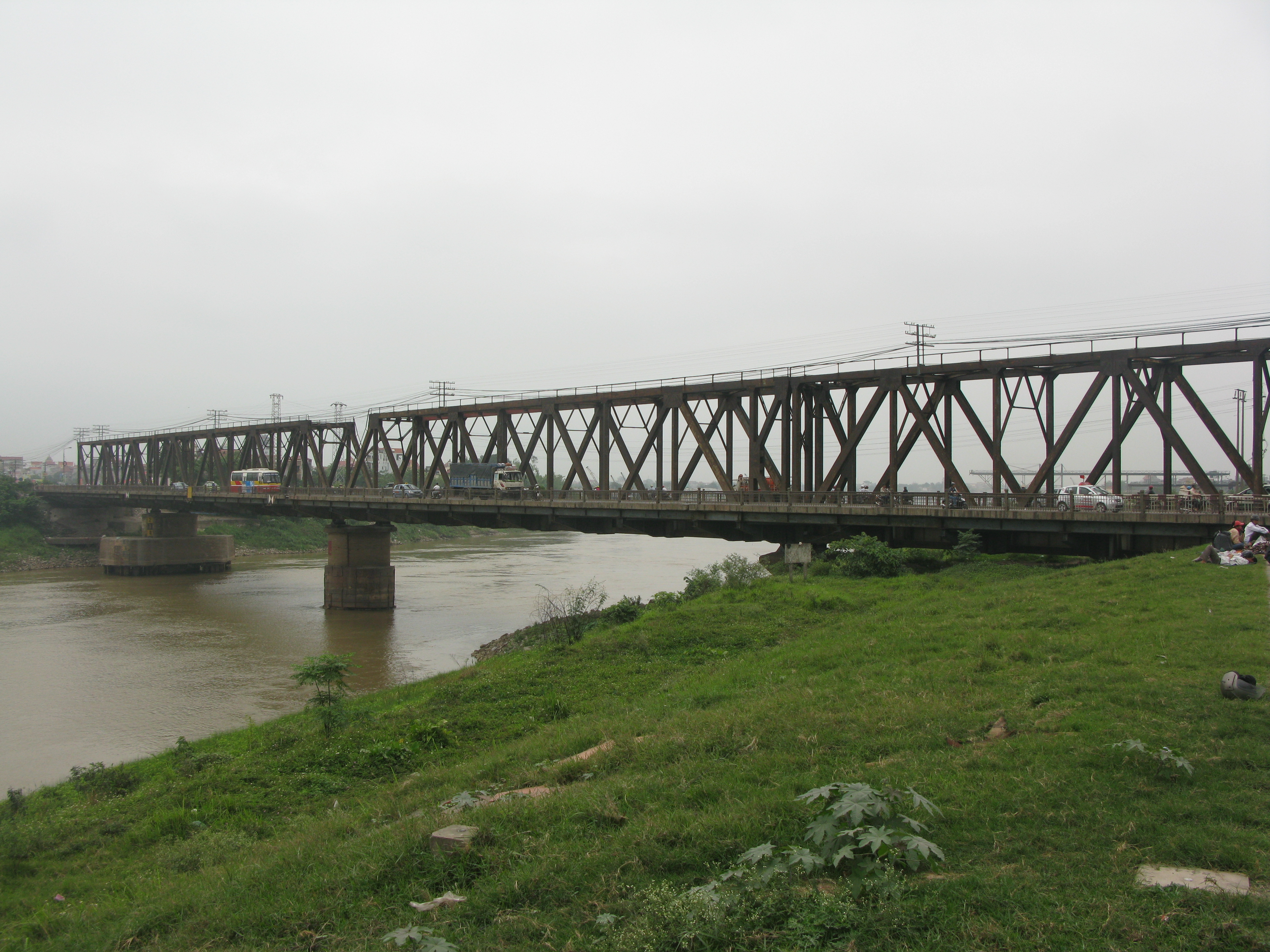
陇江大橋